# Rafał Majka
Rafał Majka (Zegartowice, 12 de septiembre de 1989) es un ciclista profesional polaco que compite con el UAE Team Emirates XRG.
En el año 2009 corrió algunas carreras como profesional cuando era aprendiz en el equipo Miche. Es profesional desde 2011, cuando debutó con el equipo Saxo Bank Sungard. 
En 2016 logró la medalla de bronce en los Juegos Olímpicos de Río de Janeiro 2016 en la prueba de ciclismo en ruta.

## Biografía

### Primeros años
Rafał Majka nació el 12 de septiembre de 1989 en Zegartowice, en Pequeña Polonia. Tiene un hermano, Pawel y una hermana, Agnieszka. Empezó su carrera deportiva en el fútbol con su hermano, antes de convertirse en ciclista con la edad de 12 años. Majka es un diplomado del club WLKS Krakus Swoszowice, y su entrenador es Zbigniew Klek. Klek también es el entrenador de los ciciclistas Karol Domagalski y Tomasz Marczynski.

### El paso a amateur
En categorías inferiores, Majka consiguió una etapa en la Carrera de la Paz de 2007, delante de Peter Sagan y Julien Vermote. El año siguiente corrió en el equipo italiano Gragnano Sporting Club antes de ir, en 2009, al Petroli Firenze. Era comprometido como persona en período de práctica en el equipo continental Miche a partir del mes de agosto y obtuvo como mejor resultado un noveno puesto en el Gran Premio Capodarco. Mientras, no era comprometido en el equipo y volvió a amateur en 2010. Ese año, consiguió el prólogo escarpado de la Carpathia Couriers Paths y participó en el campeonato del mundo de ruta en el que quedó 26.º de los de menos de 23 años.
A penas reclutado por Trevigiani Bottoli para la temporada 2011, fue invitado a finales de enero al stage de pretemporada del equipo ProTeam Team Saxo Bank en Mallorca. Impresionó a Bjarne Riis, el director del equipo, notablamente ya que fue el único que consiguió seguir a Alberto Contador en una ascensión en el entrenamiento. Era comprometido en febrero al igual que Luke Roberts y firmó su primer contrato profesional.

### Carrera profesional

#### 2011
Su primera carrera como profesional fue la Clásica de Loire-Atlantique, quedando 38.º. Participó un mes más tarde en las tres Clásicas de las Ardenas. Acabó dos y abandonó en la Lieja-Bastoña-Lieja. Más tarde, impresionó en el Tour de Romandía, donde consiguió seguir a los mejores en la segunda etapa terminada en Romont, y siendo el primer corredor de su equipo en la meta. Se distinguió, a la ocasión, en la etapa reina del Tour de California llegando undécimo a la cima del Mont Baldy, pero sin conseguir una buena posición en la clasificación general. Tres semanas más tarde, hizo un buen Critérium del Dauphiné ayudando a Chris Anker Sørensen.
Después de hacer el Tour de Eslovenia, consiguió su mejor resultado en una competición UCI WorldTour en el Tour de Polonia, donde fue 24.º en la clasificación general. Después, participó en la Vuelta a España, su primera Gran Vuelta, una vez más ayudando a Chris Anker Sørensen. Abandonó a la tercera semana, después de una caída, siendo 39.º en la clasificación general. Bjarne Riis, impresionado por sus proezas, lo designó líder para el Giro de Italia 2012. Terminó la temporada con las clásicas italianas, entre ellas el Giro de Lombardía donde terminó 26.º, siendo el primero de su equipo.

#### 2012
Majka comenzó la temporada con la ambición de hacer un buen Giro de Italia y retomó así en el Tour del Mediterráneo. Contactó en marzo en la Tirreno-Adriático, pero después de caerse y lesionarse la rodilla, lo que no le permitió estar en el Giro.
Volvió en el Tour de Eslovenia, en junio, y participó por primera vez en su carrera en los campeonatos nacionales, donde terminó 15.º en la carrera en línea. Siendo uno de los mejores en la etapa reina del Tour de Polonia, una caída en una bajada lo dejó a más de diez minutos del ganador de la etapa, Moreno Moser. Habiendo evitado una fractura, tuvo que abandonar al día siguiente. Pero deseoso de disputar al menos una vuelta grande, retornó dos semanas más tarde en el Tour de l'Ain para tener una buena condición para la Vuelta a España. Quedó segundo en la cuarta etapa, batido en un sprint por Andrew Talansky.
Fue por segundo año consecutivo seleccionado para participar en la Vuelta a España, donde tuvo como objetivo ser gregario de Alberto Contador. Se reveló un excelente gregario para la montaña, consiguiendo en la 14.ª etapa terminada en el Puerto de Ancares la decimotercera posición pese a un impresionante trabajo para su líder. Finalmente, terminó la Vuelta en la 32.ª posición y Contador ganó la Vuelta. Después de sus excelentes proezas, amplió su contrato con el Team Saxo-Tinkoff por tres años más. Terminó la temporada en el continente asiático, en el Tour de Pekín terminó séptimo y consiguió el maillot de mejor joven siendo así su mejor resultado en una carrera UCI WorldTour. Finalizó la temporada tercero en la Japan Cup por detrás de Ivan Basso y Daniel Martin.

#### 2013
Volvió a la competición más tarde a causa de otra lesión en la rodilla. Participó en la Volta a Cataluña a finales de marzo donde quedó 82.º. A la vista del Giro de Italia, que era su principal objetivo de la temporada, Majka fue junto a Benjamín Noval, Manuele Boaro y Evgeni Petrov a un campo de entrenamiento de diecisiete días a los alrededores del Etna a partir del 1 de abril.
Después del entrenamiento, fue al Tour de Romandía. Su director deportivo Lars Michaelsen confirmó en la web oficial del equipo que sería el líder en el Giro de Italia que tendría como objetivo terminar entre los quince primeros de la clasificación general y sería ayudado por Rory Sutherland y Bruno Pires para conseguirlo. Abandonó en la antepenúltima etapa en Romandía, con el acuerdo de su equipo, para evitar cualquier malestar o lesión.
Concedió 43 segundos al principal favorito Bradley Wiggins en la contrarreloj por equipos antes de perder 34 segundos más en una bajada al día siguiente. Sin embargo, consigue el maillot de mejor joven en la séptima etapa, que ganó Adam Hansen. En la contrarreloj de 55 kilómetros un día más tarde, perdió el maillot en detrimento de Wilco Kelderman, terminando 31.º a más de tres minutos del ganador. En la primera etapa de montaña que terminaba en la cima del Altopiano del Montasio, consiguió seguir a los mejores hasta la llegada, y volvió a coger el maillot blanco de mejor joven gracias a su sexta plaza. A la ocasión de la segunda etapa de montaña, subió dos posiciones más en la clasificación general después de terminar undécimo en Bardonecchia. Al día siguiente, en la cima del mítico Galibier, el polaco se colocó en la cuarta posición en la clasificación general. Pese a que perdió el maillot con Carlos Betancur. En la lucha con el colombiano por el maillot blanco, volvió a conseguirlo en la cronoescalada de Polsa que terminó quinto y se colocó sexto en la clasificación general, pero concedió definitivamente el maillot blanco en la penúltima etapa, en donde terminó décimo a algo más de un minuto de Vincenzo Nibali, perdió una posición para terminar siendo definitivamente séptimo en la clasificación general final a ocho minutos de Vincenzo Nibali.
Majka volvió a la competición en la Vuelta a Austria sin verdaderas ambiciones. Distanciado en las dos primeras etapas de montaña, obtuvo un quinto puesto gracias a una escapada en la cual también estaba su compañero de equipo Chris Anker Sørensen. Al día siguiente fue solamente adelantado por Mathias Frank en Sonntagberg. Ocupó la 19.ª posición en la general, en vista del Tour de Polonia.
En la primera etapa del Tour de Polonia acabó tercero en un grupo de quince corredores. En la segunda etapa, llegó quinto y se colocó como líder provisional. Lo mantuvo hasta la sexta etapa, en la que terminó en quinto lugar, donde se lo arrebató el francés Christophe Riblon. Terminó 10.º en la última etapa, en una contrarreloj, y consiguió la cuarta plaza en la general final que ganó Pieter Weening.

#### 2014: Mejor escalador del Tour
Majka continuó en el Tinkoff-Saxo y empezó la temporada ciclista 2014 en la Vuelta al Algarve 2014, con un 20.º, en una vuelta sin mucha importancia, solamente de cara a su preparación a las Grandes Vueltas.
Dos semanas después participó en la ya clásica París-Niza 2014 en la que terminó en una muy escondida posición para sus posibilidades: 31.º.
Tras algo de descanso, Majka participó ya en una prueba de más categoría como el Critérium Internacional 2014, terminando 4.º en la general y 1.º en la clasificación de jóvenes.
Terminando abril, participó en el Tour de Romandía 2014, donde quedó 13.º en la general.
Majka llegó a la primera gran vuelta, el Giro de Italia 2014, donde su esfuerzo no quedó en vano, terminando 6.º en la general, en un Giro muy competitivo. También logró acabar 3.º en la general de los jóvenes por detrás del campeón del Giro 2014, Nairo Quintana (Movistar) y Fabio Aru (Astana Pro Team).
Casi un mes después de su participación en el Giro, Majka llegó al Tour de Francia 2014 listo y preparado para hacerlo lo mejor posible. Para esto había dejado de lado las participaciones en cualquier tipo de competición, y se había dedicado a entrenarse y recuperarse.
Tras un inicio de Tour duro ya que tenía un nivel muy alto, Majka demostró de lo que era capaz quedando 1.º y ganando la 14.ª etapa de 177 km, que era de alta montaña entre Grenoble-Risoul.
Tras dos etapas muy duras de 222 y 237,5 km, Majka ganaría su 2.ª etapa en el Tour. De nuevo demostraba sus cualidades para alta montaña ya que la 17.ª etapa contaba con 3 puertos de 1.ª categoría y uno de categoría HC, aunque solo tuviera 124,5 km.
Después de esto, Majka dejaba bien encaminado el maillot de lunares rojos (maillot de mejor escalador). A falta de cuatro etapas Majka demostraba de nuevo su poderío en montaña quedando tercero en una etapa de alta montaña entre Pau y Hautacam de 145,5 km, con dos puertos de HC. Al final Majka terminaría en el 44.º, muy escondido, pero 1.º en la clasificación de mejor ciclista en montaña y se llevaría el maillot de lunares rojos (maillot de mejor escalador).
Tras esto y nada más de una semana de descanso, Majka participaría en el Tour de Polonia 2014. Tendría motivación extra, debido a que correría para su país.
Pero el principio no sería como él quería. En 4 etapas, su mejor resultado sería un 24.º puesto. Pero nada más lejos, Majka esperaría a la etapa reina, de alta montaña y de 190 km, donde quedaría 1.º, aunque sus rivales quedarían muy cerca de él. Pese a esto, Majka seguiría con su motivación extra, y ganaría la penúltima y 6.ª etapa, también de alta montaña, coronándose líder, a falta de una sola contrarreloj. Tras una 13.ª posición en la contrarreloj final, Majka ganaría el Tour de Polonia 2014, por la mínima, con 8 segundos sobre Ion Izagirre (Movistar).
Tan solo dos semanas después, Majka participaría en la última competición del año para él.
Aunque no participara en el UCI WorldTour, el USA Pro Cycling Challenge tendría una valoración de 2.HC. En una competición de nivel notable, Majka conseguiría el 2.º en la 3.ª etapa, como mejor resultado, y 4.º en la clasificación general, que no estaba mal para terminar el año.
Tras esto, Majka terminaría 20.º en la clasificación de ciclistas, y ayudaría al Tinkoff-Saxo a terminar 3.º en la clasificación por equipos, por detrás de los equipos BMC Racing Team (1.º) y Garmin-Sharp (2.º).

#### 2015: Año de confirmación y 3.º en la Vuelta
Rafał Majka continuaría otro año en el Tinkoff-Saxo, y empezaría su temporada ciclista en febrero, en el Tour de Omán 2015, de categoría 2.HC, sin etapas de alta montaña (punto fuerte de Majka). Sin mucha competitividad, Majka terminaría 4.º en la general. Para comenzar no estaba nada mal.
Dos semanas después, Majka participaría de nuevo, por segundo año consecutivo, en la París-Niza 2015, donde no obtendría resultados muy buenos, ya que quedó 68.º en la general.
Sin una semana de descanso, correría la Volta a Cataluña 2015, donde ni terminaría.
Una semana después, Rafal correría de nuevo en España, esta vez en la Vuelta al País Vasco 2015, donde terminaría 15.º en la general, con un 3.º como mejor resultado en la 3.ª etapa.
Después de esto, llegarían malos resultados para Majka, con un 82.º y un 33.º en la Flecha Valona 2015 y en la Lieja-Bastoña-Lieja 2015, respectivamente.
Tras esto, con solo dos días de descanso, Majka participaría en el Tour de Romandía 2015, que tras unos días de mucho nivel, quedaría 7.º en la general y 15.º en la de montaña. Majka lo había hecho especialmente bien, debido a la participación de ciclistas como Nairo Quintana, Chris Froome, Vincenzo Nibali, Thibaut Pinot, Rigoberto Urán e Ilnur Zakarin.
Más de un mes después, Majka volvería a participar en Suiza, pero esta vez en la Vuelta a Suiza 2015, con algo de nivel, debido a la presencia de Domenico Pozzovivo (Ag2r La Mondiale) y el ya nombrado antes Thibaut Pinot (FDJ). No le iría nada mal, ya que terminaría 10.º en la general, debido a su excelente etapa reina. Además, su compañero de equipo Peter Sagan ganaría la clasificación por puntos.
Majka empezó a preparar el Tour de Francia 2015, donde acompañaría a Alberto Contador y a Peter Sagan. El 15 de julio consiguió la victoria de etapa en Cauterets.
Tras hacer un excelente Tour, Majka se preparó y se entrenó para participar en la Vuelta a España como jefe de filas del Tinkoff-Saxo. Durante la primera parte de la Vuelta, Majka se supo defender de manera excelente terminando siempre en las etapas de alta montaña en el top 10, incluso en el top 5, lo que le llevó a la segunda parte de la Vuelta a luchar con los mejores como Purito Rodríguez, Fabio Aru, Nairo Quintana, Tom Dumoulin, etc. Ya en el top 5 de la clasificación general, Majka, como otros tantos escaladores, se enfrentaban a la contrarreloj individual de la 17.ª etapa, que supo resolver de buena manera, tan solo perdiendo unos minutos con un contrarrelojista puro como Tom Dumoulin. En la penúltima jornada de la Vuelta y la última de montaña, Majka junto a Quintana, atacaron al pelotón, adelantando posiciones y llegando a poner en peligro la segunda posición de Purito Rodríguez. Finalmente, tras completar una estupenda Vuelta, ejerciendo a la perfección como jefe de filas, Majka terminó 3.º en la general, tan solo por detrás de Fabio Aru (1.º) y Purito Rodríguez (2.º) y quedando por delante de grandes campeones (Nairo Quintana y Alejandro Valverde).
Ya para terminar la temporada, Majka participó en la Milán-Turín, quedando 2.º en esta.
La temporada 2015 fue el año de confirmación de Majka. Nadie dudaba de su enorme talento como escalador, pero si de sus capacidades para terminar bien en las clasificaciones generales, aunque esas dudas se esfumaron con ese tercer puesto en la general de la Vuelta a España.

#### 2016: Rey de la montaña en el Tour y bronce en los Juegos Olímpicos
Para la temporada 2016, Rafał Majka partía como uno de los grandes ciclistas en el pelotón, capaz de ganar etapas, luchar generales e incluso ejercer de gregario. Como todos los ciclistas tenía sus ojos mirando los Juegos Olímpicos de Río en la faceta de ciclismo en ruta masculino. Para poder lograr una buena participación, el polaco decidió ir al Giro de Italia y al Tour de Francia, yendo a la ronda italiana como jefe de filas de su equipo el Tinkoff y a la ronda gala como gregario de Contador y con dos objetivos: el maillot de mejor escalador y ganar alguna etapa.
El primer bloque de la temporada de Majka estaba destinado al Giro de Italia y a su preparación, acudiendo al Tour de San Luis, que acabó 7.º en la general; a la Vuelta a Andalucía, donde terminó 3.º; a la París-Niza donde tras actuar de gregario de Contador terminó 21.º en la general; en la Lieja-Bastoña-Lieja donde se notaba que no era su terreno; y en el Tour de Romandía donde se retiró antes de tiempo, debido a su cercanía del Giro. Así pues, Majka llegaba al Giro con un bloque flojo, como claro jefe de filas y como un "segunda espada" para la general.
Tras realizar una buena mitad de Giro, Majka estaba siempre con los mejores, incluso batiéndoles y bien clasificado en la general, que al llegar al bloque de montaña de los Alpes mejoró. Entre las cimas más altas de los Alpes, entre la nieve y entre los mejores ciclistas del pelotón, Majka se destapó como un ciclista potente en montaña, subiendo como los mejores y siendo muy valiente, acabando el Giro en 5.ª posición en la general, por detrás de todo un campeón de las tres grandes Vincenzo Nibali, Esteban Chaves, Alejandro Valverde, etc.
Tras recuperarse y centrarse en el Tour de Francia, Majka ganó el Campeonato en Ruta de su país (Polonia), dejándose ver como uno de los hombres importantes de Alberto Contador para que el español ganase su 3.ª ronda francesa. Después de que su jefe de filas, Contador, se retirase debido a dos caídas y un proceso febril, el equipo Tinkoff se quedó libre, quedándose Roman Kreuziger como jefe de filas, pero sin obtener la misma ayuda que Contador. Así pues, gozando de la libertad, Majka luchó y ganó el maillot de lunares rojos, el de mejor escalador, quedando como el "Rey de la Montaña" del Tour de Francia por 2.ª vez, aunque no pudo ganar ninguna etapa.
Por fin llegaba el objetivo principal de todos los corredores, los Juegos Olímpicos de Río de Janeiro. Tras una participación discreta en la primera mitad de la prueba, Majka fue el mejor participante junto a Nibali y a Henao, con quienes se fue el polaco a por la victoria, tras marcharse en la última subida del circuito y de la prueba. En la bajada, el italiano y el colombiano (Nibali y Henao respectivamente) se cayeron y Majka lo pudo salvar por los pelos, quedándose como líder a 11 km de meta, con una ventaja de 20 segundos con el grupo perseguidor, teniendo la oportunidad de ganar la medalla de oro. Finalmente, en su peor terreno, el llano, Greg Van Avermaet y Jakob Fuglsang le neutralizaron y ellos dos pelearon la medalla de oro, ya que Majka no tenía fuerzas para hacer nada, tras desgastarse en el llano para poder llegar solo. El belga Van Avermaet ganó y se llevó el oro, el danés Fuglsang se llevó la plata (2.º) y el polaco Majka se llevó el bronce (3.º), en su primera participación en los Juegos Olímpicos.

## Palmarés
2014
- 2 etapas del Tour de Francia, más clasificación de la montaña
- Tour de Polonia, más 2 etapas

2015
- 1 etapa del Tour de Francia
- 3.º en la Vuelta a España

2016
- Campeonato de Polonia en Ruta
- Clasificación de la montaña del Tour de Francia
- 3.º en los Juegos Olímpicos en Ruta

2017
- 1 etapa del Tour de California
- Tour de Eslovenia, más 1 etapa
- 1 etapa de la Vuelta a España

2021
- 1 etapa de la Vuelta a España

2022
- 2 etapas del Tour de Eslovenia

2023
- 1 etapa del Tour de Polonia

2025
- Campeonato de Polonia en Ruta

## Resultados en Grandes Vueltas y Campeonatos del Mundo
Durante su carrera deportiva ha conseguido los siguientes puestos en las Grandes Vueltas y en los Campeonatos del Mundo:
| Carrera         | Carrera         | 2011 | 2012 | 2013 | 2014 | 2015 | 2016 | 2017 | 2018 | 2019 | 2020 | 2021 | 2022 | 2023 | 2024 | 2025 |
| --------------- | --------------- | ---- | ---- | ---- | ---- | ---- | ---- | ---- | ---- | ---- | ---- | ---- | ---- | ---- | ---- | ---- |
|                 | Giro de Italia  | —    | —    | 7.º  | 6.º  | —    | 5.º  | —    | —    | 6.º  | 12.º | —    | —    | —    | 15.º | 13.º |
|                 | Tour de Francia | —    | —    | —    | 44.º | 28.º | 27.º | Ab.  | 19.º | —    | —    | 34.º | Ab.  | 14.º | —    | —    |
|                 | Vuelta a España | Ab.  | 32.º | 19.º | —    | 3.º  | —    | 39.º | 13.º | 6.º  | —    | 21.º | —    | —    | —    | —    |
| Mundial en Ruta | Mundial en Ruta | —    | —    | 58.º | —    | 74.º | —    | —    | 35.º | Ab.  | —    | —    | —    | —    | —    | —    |

—: no participa

Ab.: abandono 

## Equipos
- Miche-Silver Cross-Selle Italia (2009)[2]
- Saxo Bank/Tinkoff (2011[3] -2016)
  - Saxo Bank Sungard (2011)[3]
  - Saxo Bank-Tinkoff Bank (2012)
  - Team Saxo-Tinkoff (2013)
  - Tinkoff-Saxo (2014-2015)
  - Tinkoff (2016)
- Bora-Hansgrohe (2017-2020)
- UAE Team Emirates[4] (2021-)
  - UAE Team Emirates (2021-2024)
  - UAE Team Emirates XRG (2025-)